# 慕輿泥
慕輿 泥（ぼよ でい、生没年不詳）は、五胡十六国時代の前燕の人物。

## 生涯
鮮卑慕容部の大人慕容皝に仕え、柳城城大に任じられていた。
咸和9年（334年）2月、段部の大人段遼の弟の段蘭と慕容翰が柳城を攻めた。慕輿泥は柳城都尉石琮とともに防戦に努め、段蘭らは城を落とせずに退いた。段遼は怒り、段蘭らを責めて必ず柳城を攻略せよと指示した。段蘭らは再び来襲、兵士に重装備をさせ、飛梯も動員して四面同時に侵攻した。昼夜分かたず攻め続けたが、慕輿泥と石琮の決死の防戦により、段蘭らは死傷者1千余の損害を出し、柳城を攻略することはできなかった。
盪寇将軍に任じられた。
咸康5年（339年）4月、前軍師慕容評・広威将軍慕容軍・折衝将軍慕輿根とともに後趙領域の遼西を攻撃、1千余家を連れて撤退した。後趙の鎮遠将軍石成・積弩将軍呼延晃・建威将軍張支らが追撃したが、慕輿泥らは返り討ちにして呼延晃・張支を討ち取った。
軽車将軍に任じられた。
咸康8年（342年）11月、前燕軍は高句麗へ侵攻、高句麗の故国原王は単騎で敗走した。慕輿泥は追撃の末、故国原王の母の周氏と妻を捕らえて帰還した。
永和6年（350年）2月、前燕軍は後趙へ侵攻、慕輿泥は槎山の道を切り開いた。
平北将軍に任じられ、武強公に封じられた。
建熙8年（367年）7月、代王拓跋什翼犍が前燕へ侵攻、皇帝慕容暐は慕輿泥に幽州の兵を率いさせ、雲中を守らせた。
8月、代軍が雲中を攻撃、慕輿泥は城を捨てて敗走した。
これ以後の事績は、史書に記されていない。